# Sou o Cara pra Você
"Sou o Cara pra Você" é uma canção do cantor brasileiro Thiaguinho contida no seu álbum ao vivo Ousadia & Alegria, de 2012. Composta por Thiaguinho com Gabriel Abayomi, foi lançada em 17 de abril de 2012 como um single do disco.

## Desempenho nas tabelas musicais
"Sou o Cara pra Você" estreou na tabela musical Brasil Hot 100 Airplay na sua 38ª posição em maio de 2012. Na mesma edição, sua colocação inicial na Brasil Hot Popular Songs foi no número 25. Em julho seguinte, a música atingiu o topo de ambas as listas.

## Paradas
| Paradas (2012)                       | Posição |
| ------------------------------------ | ------- |
| Brasil — Billboard Hot 100 Airplay   | 1       |
| Brasil (Billboard Hot Popular Songs) | 1       |

## Apresentação ao vivo
A música foi apresentada ao vivo no Prêmio Multishow de Música Brasileira de 2012, em uma parceria entre Thiaguinho e Walmir Borges, que também tocaram "Totalmente Diferente", de Borges.

## Lista de faixas
| Download digital |                       |         |  |
| N.º              | Título                | Duração |  |
| 1.               | "Sou o Cara pra Você" | 3:22    |  |